# 유궁 (역향목후)
유궁(劉宮, ? ~ ?)은 전한 후기의 제후로, 광천유왕의 증손이다.

## 행적
아버지 유장수의 뒤를 이어 역향후(歷鄕侯)에 봉해졌다. 시호를 목(繆)이라 하였고, 아들 유동지가 작위를 이었다.

## 출전
- 반고, 《한서》 권15하 왕자후표 下

| 선대 아버지 역향경후 유장수 | 전한의 역향후 ? ~ ? | 후대 아들 유동지 |